# 沖縄県道46号線
沖縄県道46号線（おきなわけんどう46ごうせん）は沖縄県那覇市安里と国場とを結ぶ一般県道。

## 概要

### 区間
- 起点・那覇市安里（国道330号・沖縄県道29号那覇北中城線）
- 終点・那覇市字国場（国道507号）
- 総延長・3.01km（実延長も同じ）

### 通過自治体
- 那覇市

### 交差する道路
- 国道330号（起点）
- 沖縄県道29号那覇北中城線（同）
- 沖縄県道222号真地久茂地線（那覇市寄宮）
- 国道507号（終点）

### 交差する鉄道
- 沖縄都市モノレール（ゆいレール）
  - 安里駅（起点）

### 主要施設
- 那覇市役所真和志支所（那覇市寄宮）
- 沖縄大学（那覇市国場）
- 沖縄尚学高等学校・附属中学校（同）

かつてあった施設
- 沖縄女子短期大学（那覇市長田）※与那原町に移転、現在は沖縄大学のキャンパスの一部。

### 路線バス
真和志支所前 - 国場交差点を通る路線
- 6番・那覇おもろまち線（那覇バス市内線）

真和志支所前 - 寄宮十字路を通る路線
- 3番・松川新都心線（那覇バス市内線）
- 14番・牧志開南循環線（那覇バス市内線）

寄宮十字路 - 国場交差点を通る路線
- 35番・糸満（志多伯）線（沖縄バス）
- 40番・大里線（沖縄バス）
- 235番・志多伯おもろまち線（沖縄バス）
- 309番・大里結の街線（沖縄バス）

## 歴史・特徴
- 1953年（昭和28年）に真和志村（現那覇市）安里 - 具志頭村（現八重瀬町）具志頭の区間が琉球政府道46号線として指定。1972年（昭和47年）の本土復帰と同時に県道46号線となる。
- 1976年（昭和51年）、那覇市国場 - 具志頭村（現八重瀬町）具志頭の区間が主要地方道那覇具志頭線（県道76号）となり、県道46号線は那覇市安里 - 国場となる（国場 - 具志頭間はさらに1993年（平成5年）に国道507号となる）。
- この道路は道幅が小さく、かつ寄宮交差点や起点の安里を中心に渋滞する。しかし沖縄大学や沖縄女子短期大学周辺は学生街としてにぎわっている。